# Chlidonoptera werneri
Chlidonoptera werneri es una especie de mantis de la familia Hymenopodidae.

## Distribución geográfica
Se encuentra en Kenia y Tanzania.